# Paradiesstraße (Konstanz)

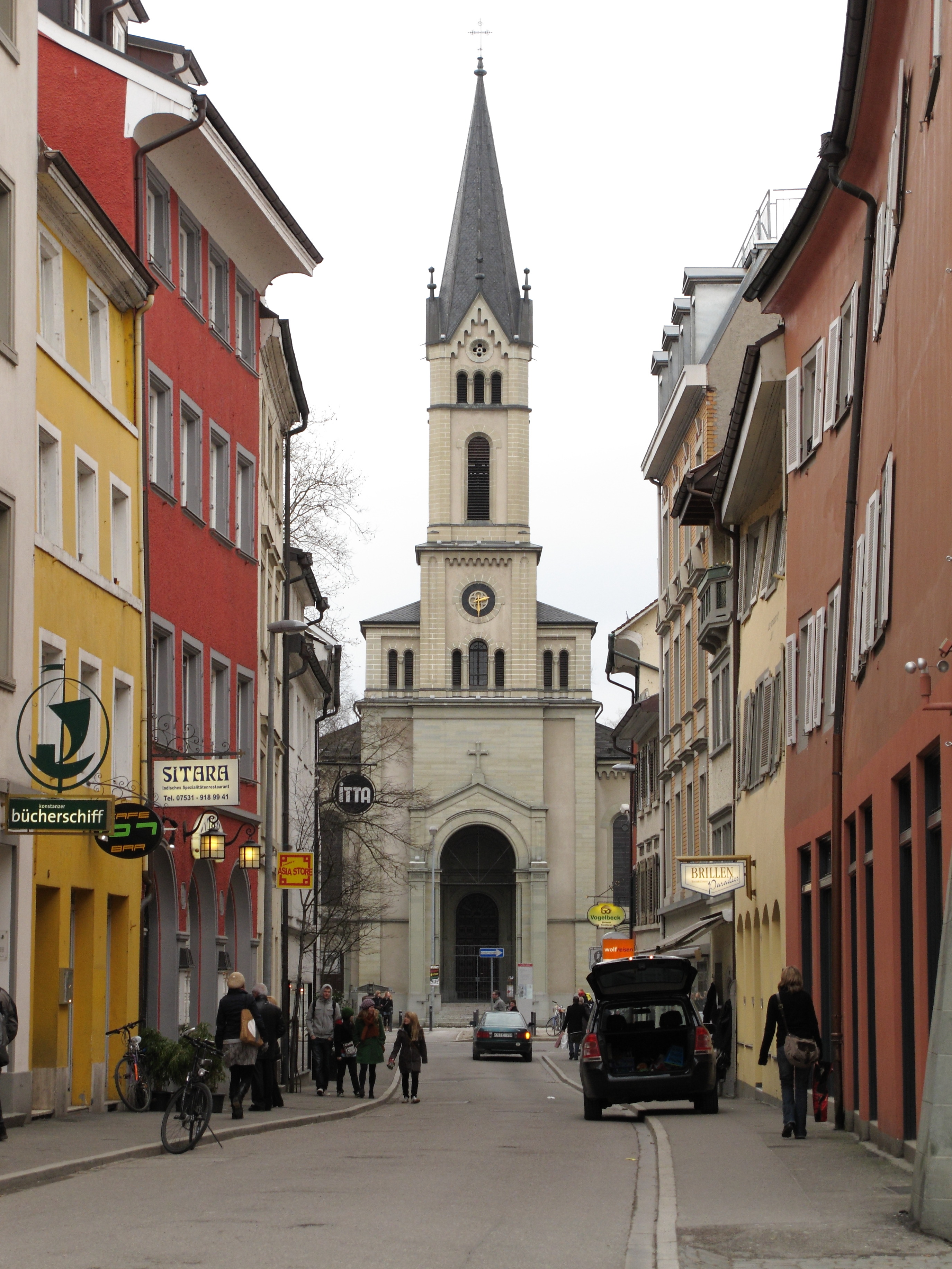
Blick durch die Paradiesstraße in westliche Richtung über die Querstraße Obere Laube zur Lutherkirche. Die Obere Laube verläuft entlang der ehem. Stadtmauer und auf Höhe der Kirche befand sich das Geltinger Tor

Die Paradiesstraße in Konstanz befindet sich im linksrheinischen Stadtteil Altstadt mit seinen teilweise aus dem Mittelalter stammenden denkmalgeschützten Häusern. Sie liegt südlich am parallel verlaufenden Obermarkt.
Am westlichen Ende wurde die Paradiesstraße durch die Stadtmauer beziehungsweise das Geltinger Tor begrenzt. Das Tor wurde 1837 abgebrochen und diente ehemals als Zugang zum damaligen Vorort und heutigen Stadtteil Paradies. Heute gibt das fehlende Tor den Blick auf die 1865 erbaute Lutherkirche frei.

## Denkmalgeschützte Häuser
- Malhaus, Paradiesstraße 1 (zuvor Haus 291)[3][4]: 1292 als Eigentum eines Heinrich v. Griess erwähnt, 1415 Wohnung eines Grafen von Warenwig, seit dem 17. Jh. schon als Apotheke erwähnt, heute noch Apotheke
- Zum Blümle, zum Affe, Paradiesstraße 3, (zuvor Haus 290)
- Zum Gelben Löwen, Paradiesstraße 5 (zuvor Haus 289)
- Zum Roten Knopf, Paradiesstraße 7 (zuvor Haus 288)
- Zum Roten Stern, Paradiesstraße Nr. 9 (zuvor Haus 287) aus dem 14. Jh., Kulturdenkmal von besonderer Bedeutung[5]
- Zum Silberner Stern, Paradiesstraße 11 (zuvor Haus 286)
- Haus Unsere liebe Frau, Paradiesstraße 12
- Zum Feuerhaken, Paradiesstraße 13 (zuvor Haus 285, vor 1874, zuletzt 1807 als „badische“ Nummerierung)[3]
- Paradiesstraße 14 (zuvor Haus 219)[3]

Zur Entstehung und Bedeutung der Häusernamen siehe auch Liste der Häusernamen in Konstanz. 

Paradiesstraße
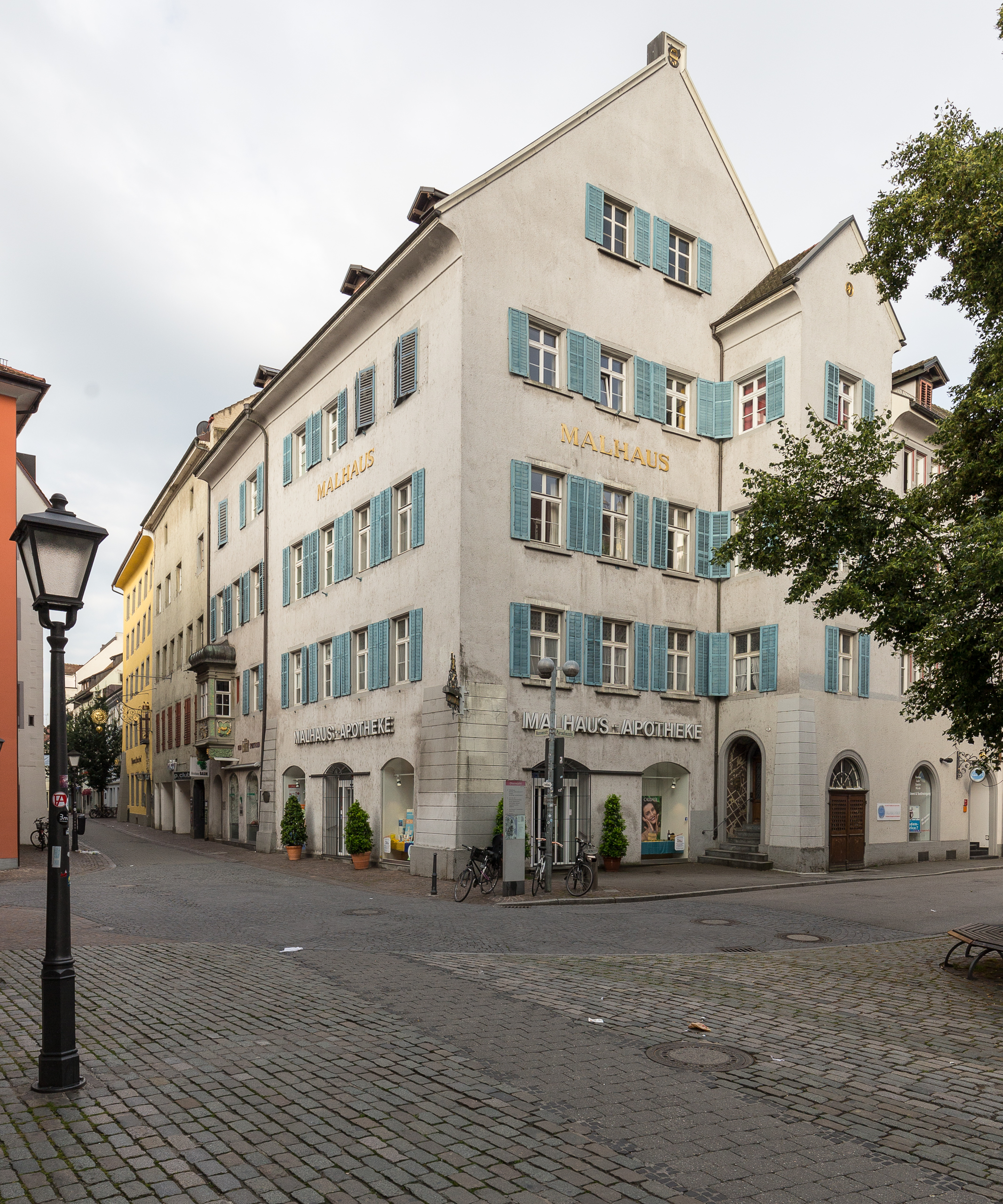
Das Malhaus
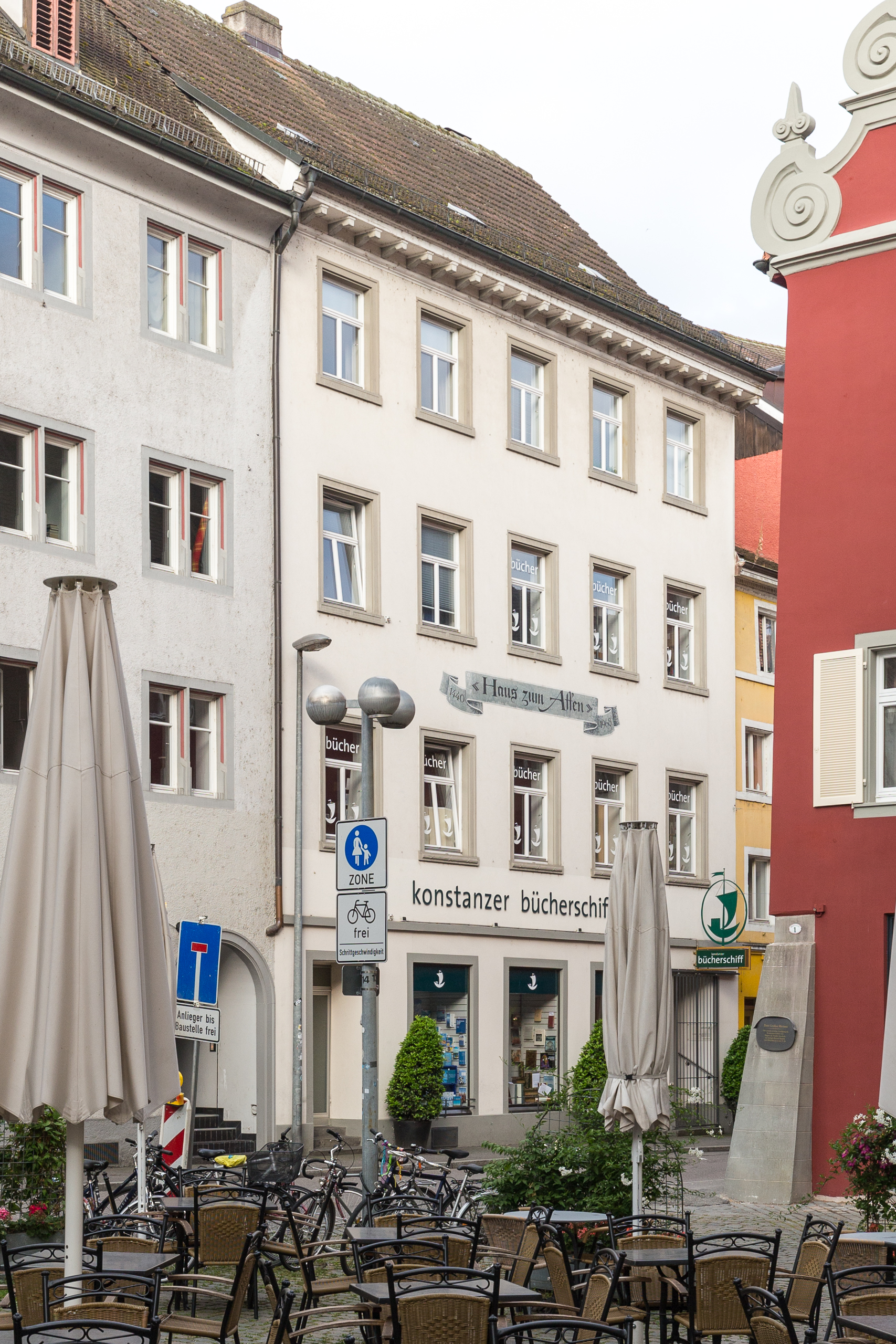
Paradiesstraße 3
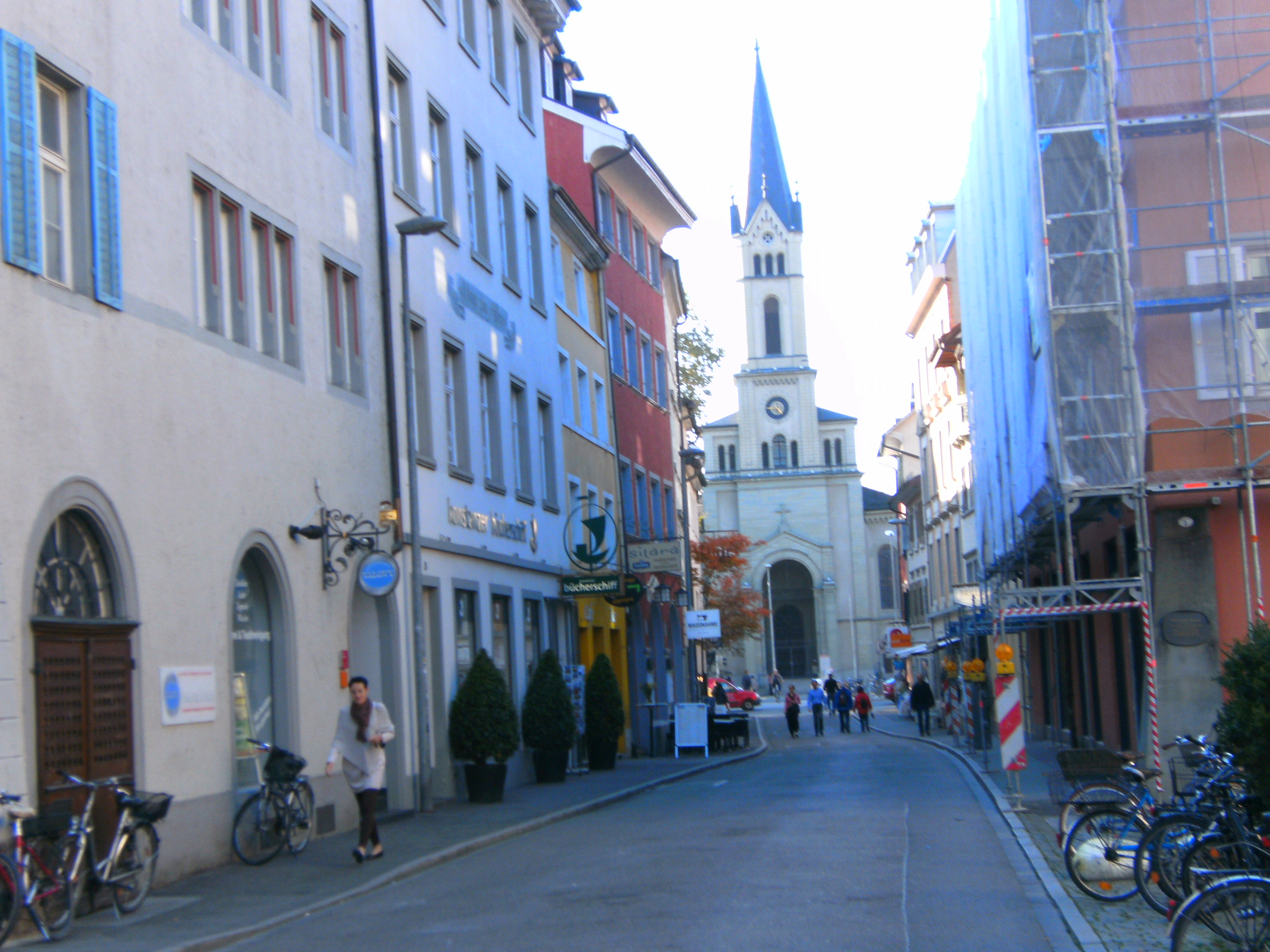
Blick zur Lutherkirche